# Лукьяненко, Виталий Владимирович
Вита́лий Влади́мирович Лукья́ненко  (укр. Віталій Володимирович Лук'яненко; род. 15 мая 1978, Сумы, Украинская ССР, СССР) — украинский спортсмен, паралимпиец, чемпион паралимпийских игр. Заслуженный мастер спорта Украины. Полный кавалер украинского ордена «За заслуги».

## Биография
Виталий Владимирович Лукьяненко родился 15 мая 1978 года в городе Сумы Украинской ССР. Окончил Харьковский педагогический институт.

## Спорт
В 1998 году дебютировал на Зимних Паралимпийских играх в Нагано. В настоящее время тренируется под руководством Валерия Казакова и Владимира Иванова.

### Спортивные достижения
- Бронза — Зимние Паралимпийские игры 2002 года (лыжные гонки, 5 км)
- Золото — Зимние Паралимпийские игры 2006 года (биатлон, 12,5 км)
- Серебро — Зимние Паралимпийские игры 2006 года (биатлон, 7,5 км)
- Бронза — Зимние Паралимпийские игры 2006 года (лыжные гонки, эстафета 1x3.75 + 2x5 км)
- Золото — Зимние Паралимпийские игры 2010 года (биатлон, 3 км)
- Серебро — Зимние Паралимпийские игры 2010 года (лыжные гонки, эстафета 1x4 км + 2x5 км)
- Бронза — Зимние Паралимпийские игры 2010 года (лыжные гонки, 12,5 км)
- Золото — Зимние Паралимпийские игры 2014 года (биатлон, 7,5 км)
- Золото — Зимние Паралимпийские игры 2014 года (биатлон, 12,5 км)

## Хобби
Увлекается рыбной ловлей.

## Награды
- Орден «За заслуги» III степени (2002)[1]
- Орден «За заслуги» II степени (2006)[2]
- Орден «За заслуги» I степени (2010)[3]
- Орден «За мужество» III степени (2014)[4]
- Орден князя Ярослава Мудрого V степени (2018)[5]
- Почётный гражданин Харьковской области (2018)[6]